# Пятипалый свистун
Пятипалый свистун (Leptodactylus pentadactylus) — вид лягушек из семейства свистуновых.
Общая длина достигает 17—18,5 см. Наблюдается половой диморфизм — самец крупнее самки. Голова большая. Морда немного заострённая. Барабанная перепонка имеет округлую форму. Туловище массивное. Кожа гладкая. Конечности длинные с длинными пальцами, которых в отличие от других представителей рода 5. У самцов они более выпуклые. У последних также на груди имеются два шипа. Окраска спины колеблется от коричневого до красновато-коричневого цвета с желтоватым оттенком. Верхняя губа имеет коричневую кайму. Брюхо тёмно-коричневого или даже чёрного цвета. Привлекает внимание красивой красной окраской задней стороны бёдер.
Любит тропические и субтропические леса, низменности. Держится около болот, рек, прудов. Встречается на высоте до 1200 метров над уровнем моря. Днём скрывается в норах, под брёвнам, между корней деревьев. Только молодые особи, не достигшие половой зрелости, передвигаются в течение дня. Взрослый пятипалый свистун выходит из своего укрытия только ночью. Питается членистоногими, лягушками, особенно любит древолазов, змей, ящериц, небольших птиц, мышей.
С целью собственной защиты этот свистун выделяет очень много ядовитой слизи, которая обволакивает всю амфибию. Вследствие соприкосновения у человека может появиться сыпь на коже, но даже нахождение рядом с этим свистуном может вызвать чиханье и отёк глаз.
Спаривание начинается в сезон дождей. Самец сначала издаёт сильные свистящие звуки. Приманив самку, схватывает её подмышечным амплексусом, после чего происходит спаривание. Самка откладывает до 1000 яиц в своеобразное гнездо, похожее на взбитые белки. Полость этого гнезда сквозная, земноводное сидит в нём глубоко в воде. Головастики появляются через 2—3 дня.
Вид распространён в бассейне реки Амазонка (Бразилия, Французская Гвиана, Колумбия, Эквадор, Перу, Боливия).

## Фото

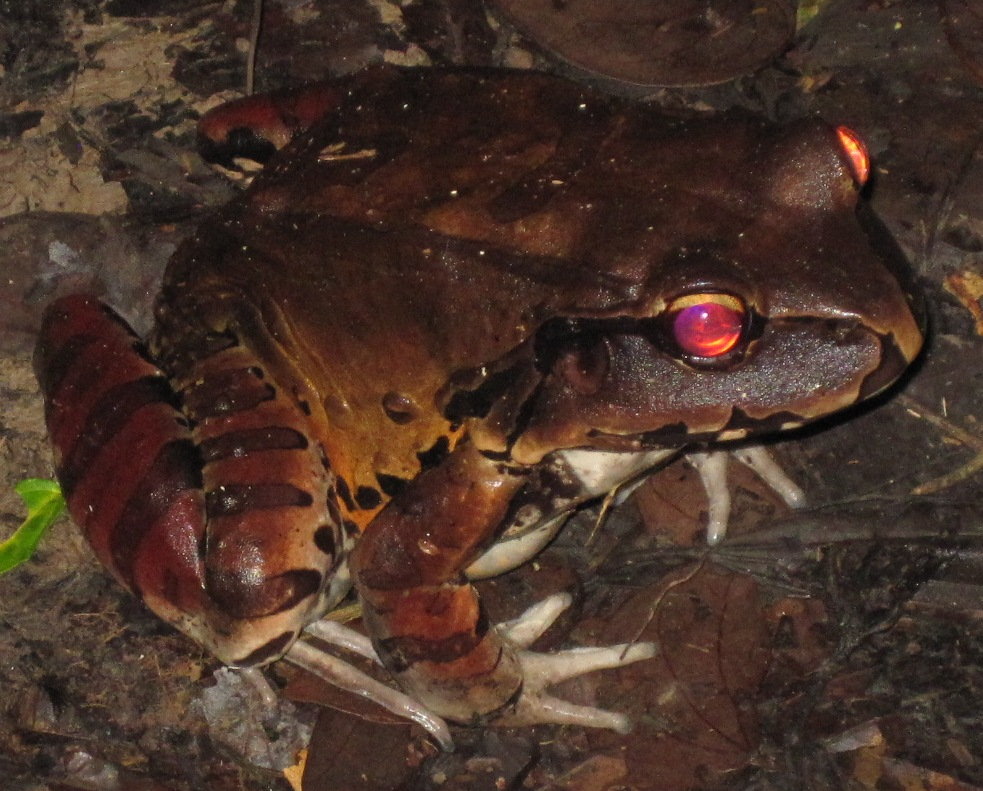
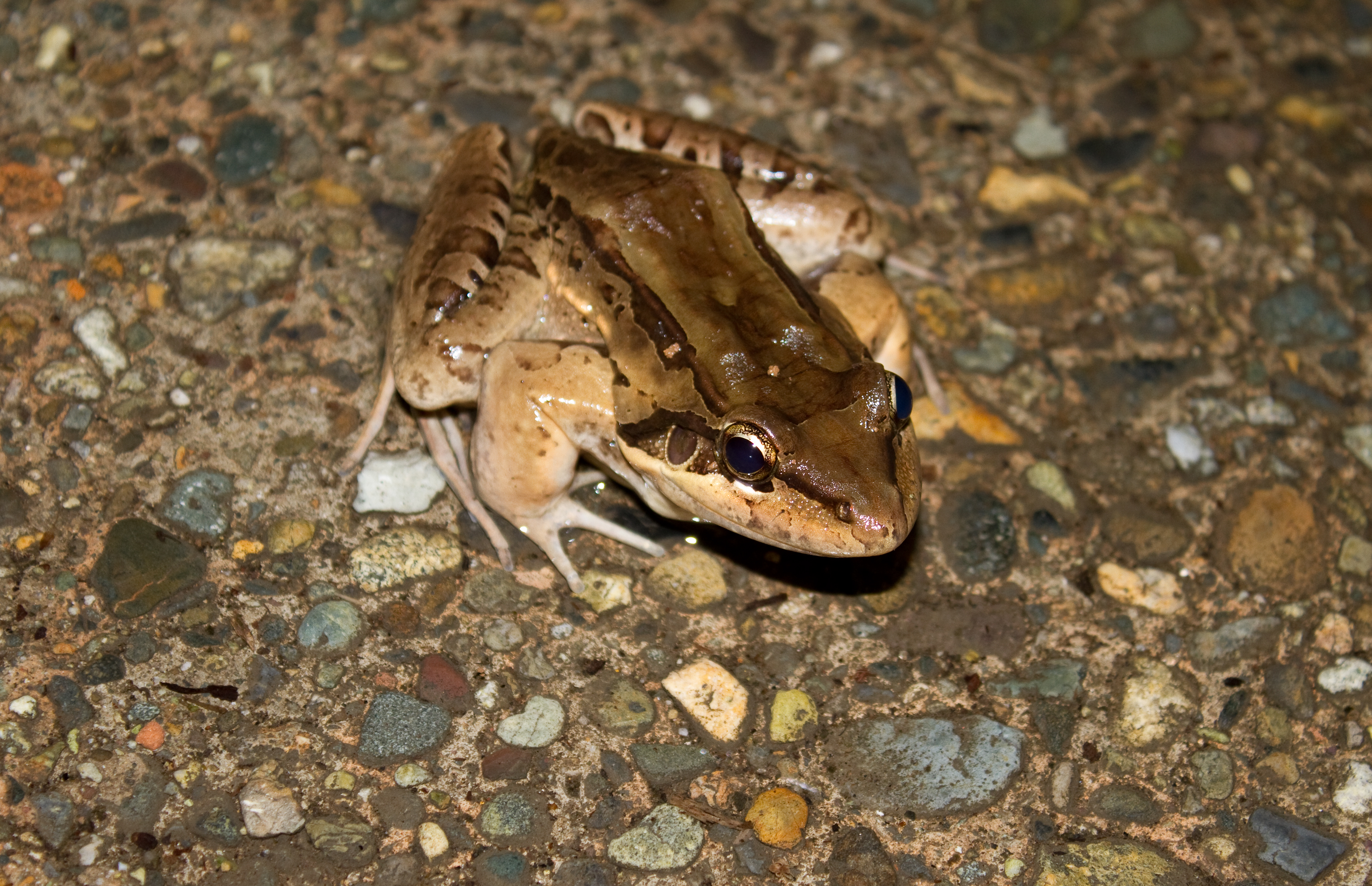
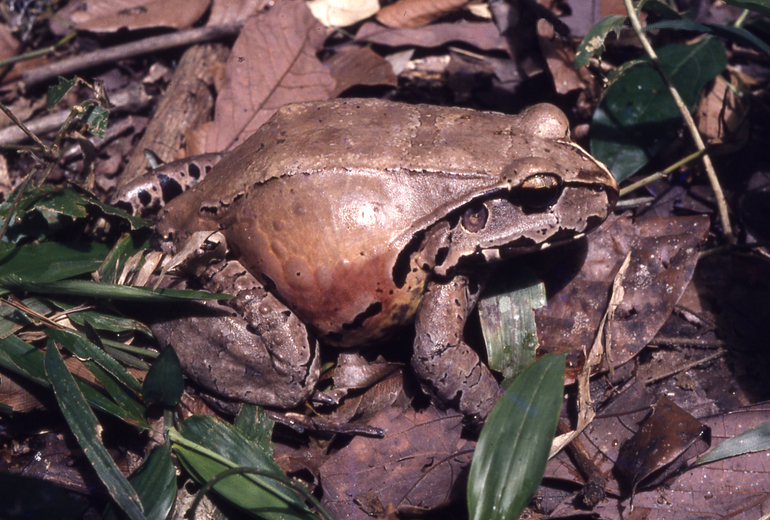
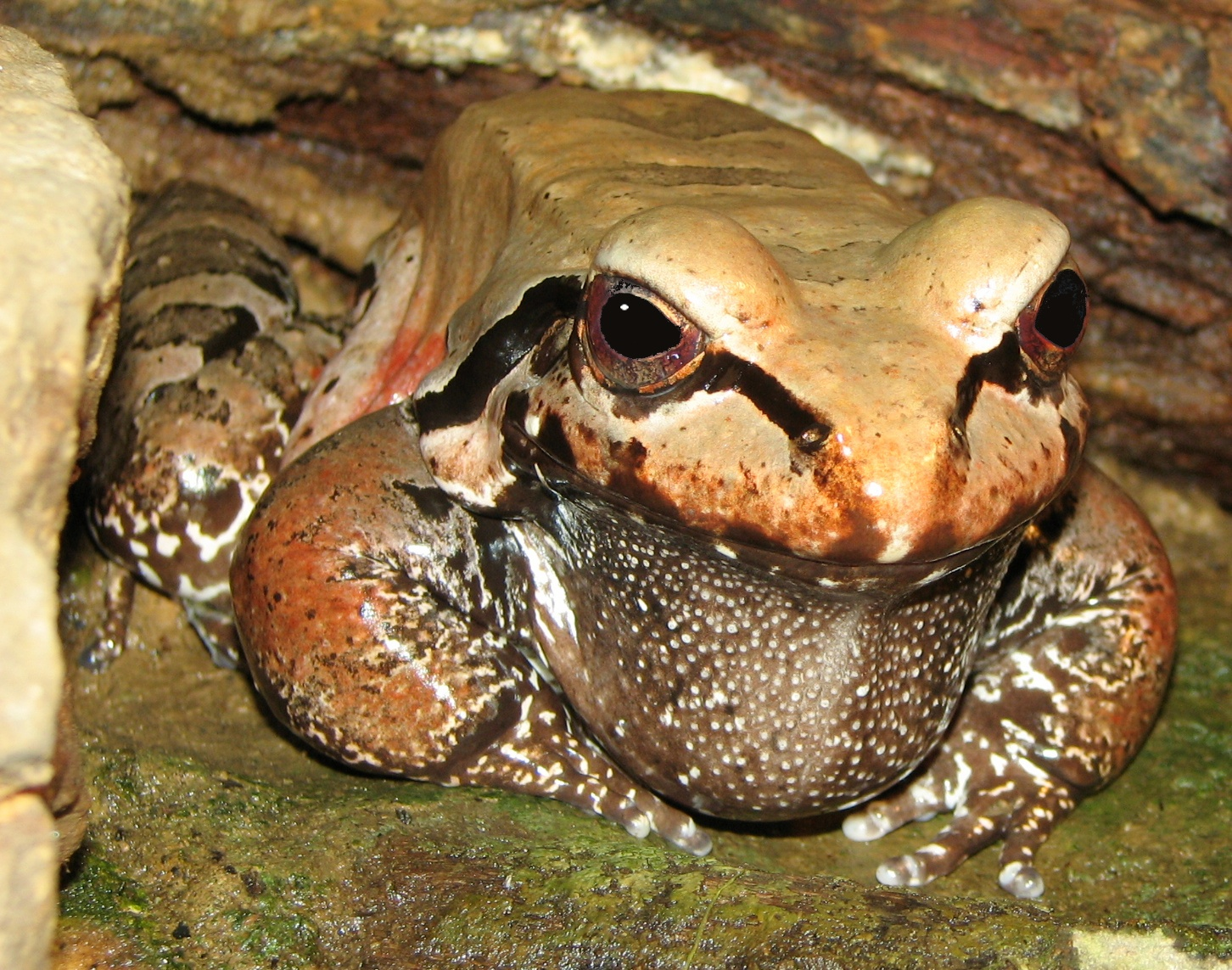